# Batu Kawan
Batu Kawan là một thị trấn thuộc Huyện Nam Seberang Perai ở Seberang Perai, Penang, Malaysia. Nó được tách biệt về mặt địa lý với phần còn lại của Seberang Perai bởi các con sông Jawi và Central. Tính đến năm 2010, Batu Kawan có dân số 5.537 người.
Từ lâu được coi là một vùng nước nông nghiệp yên tĩnh, Batu Kawan hiện đang trải qua quá trình phát triển nhanh chóng, được khởi đầu bằng việc hoàn thành Cầu Penang thứ hai nối liền thị trấn với Batu Maung trên Đảo Penang vào năm 2014. Một loạt các công ty đa quốc gia, bao gồm Boston Scientific, Western Digital Corporation, Tập đoàn Bose và Bosch, đã thành lập các nhà máy sản xuất trong Khu công nghiệp Batu Kawan. Ngoài ra, Batu Kawan là nơi có Design Village, trung tâm mua sắm lớn nhất Malaysia.
Trong số những phát triển đang diễn ra tại Batu Kawan là một cửa hàng IKEA, Aspen Vision City và Utropolis, dự án thứ hai được dự kiến sẽ đóng vai trò là trung tâm giáo dục đại học.

## Lịch sử

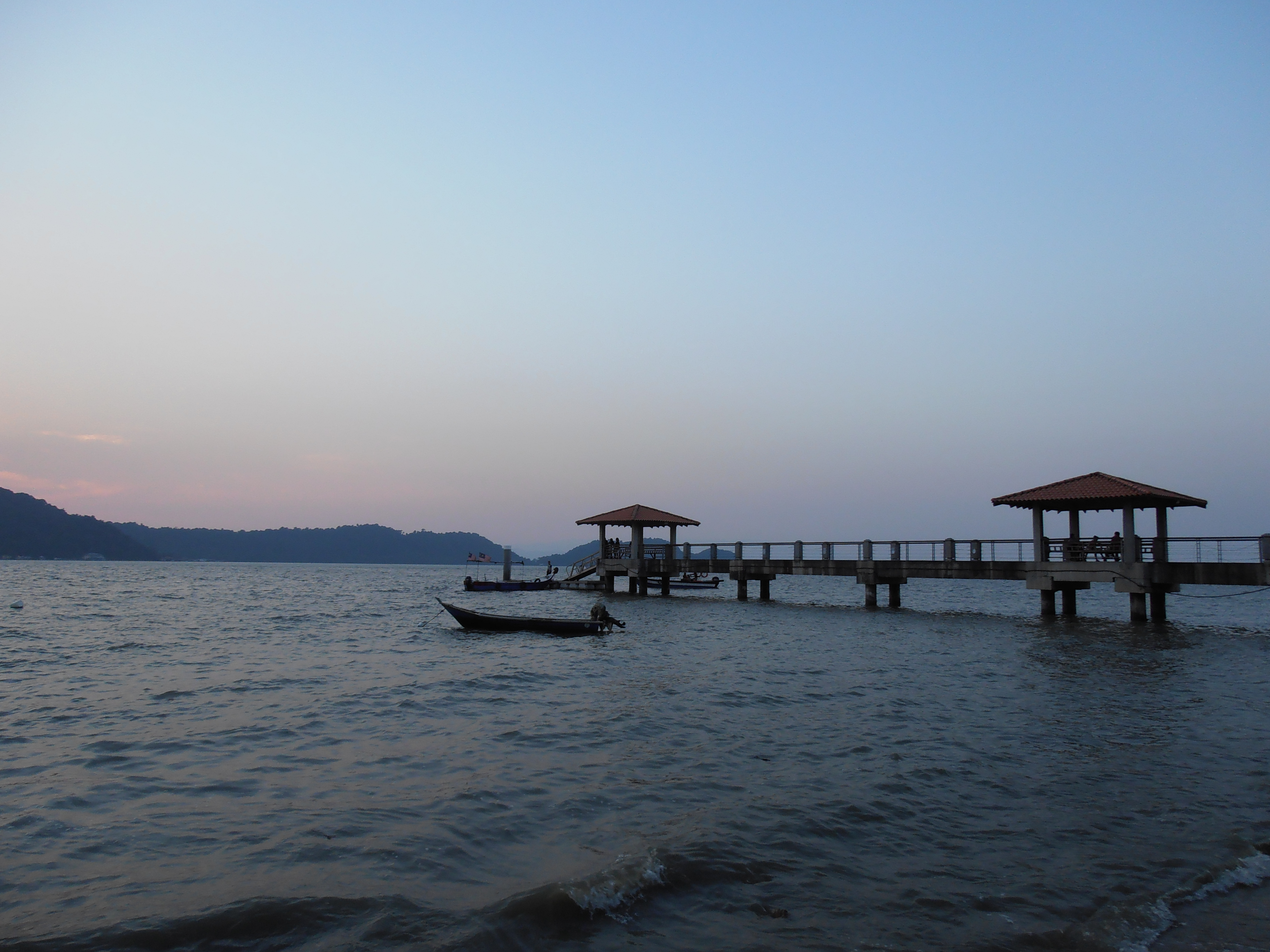
Batu Musang Jetty

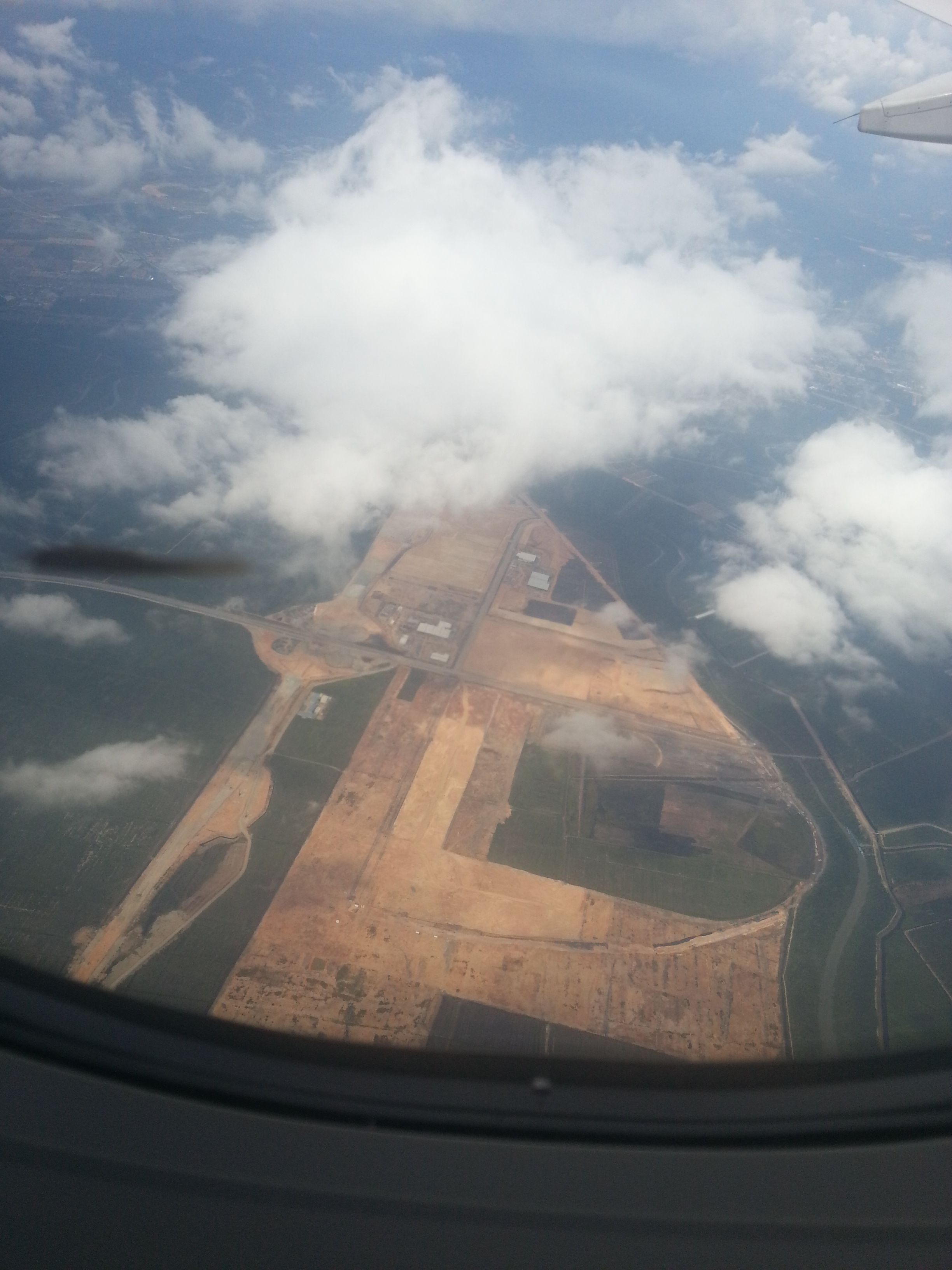
Nhìn từ trên không của Batu Kawan, được chụp vào năm 2012

Làng nông nghiệp của Batu Kawan đã tồn tại từ thế kỷ XIX, khi khu vực này là nơi có đường, dừa và cao su bất động sản. Đặc biệt, các đồn điền mía đường trong khu vực đã được những người định cư Trung Quốc điều hành vào đầu năm 1796. Đá granite được khai thác từ khu vực này; đá granit sau đó được vận chuyển qua eo biển Penang đến George Town trên những chiếc tongkang khởi hành từ cầu tàu Batu Musang.
Trong những năm 1960, các đồn điền nói trên đã được dọn sạch để dọn đường cho các mỏ dầu cọ lớn hơn.
Trong những năm 1960, các đồn điền nói trên đã được dọn sạch để dọn đường cho các mỏ dầu cọ lớn hơn. Sân vận động Bang Penang, hoàn thành vào năm 2000, là một trong những dự án phát triển đầu tiên do PDC thực hiện, tiếp theo là Khu công nghiệp Batu Kawan và Công viên Khoa học Penang.
Năm 2008, chính phủ liên bang Malaysia bắt đầu xây dựng Cầu Sultan Abdul Halim Muadzam Shah nối liền Batu Kawan với Batu Maung trên đảo Penang. Việc hoàn thành cây cầu vào năm 2014 đã chứng tỏ là một chất xúc tác cho sự phát triển hiện đại của Batu Kawan, với thị trấn được gọi là "thị trấn vệ tinh thứ ba của Penang" sau Bayan Baru trên đảo và Seberang Jaya ở Trung Seberang Perai. Vào năm 2012, PDC đã phát động dự án phát triển khu dân cư Bandar Cassia, được mô hình hóa theo kế hoạch của Hội đồng Nhà ở và Phát triển Singapore. Điều này đã sớm được theo sau bởi sự phát triển bất động sản lớn hơn, chẳng hạn như Utropolis và Aspen Vision City.
Vào năm 2015, chính quyền bang Penang đã tuyên bố khởi động một hành lang phát triển mới trong Huyện Nam Seberang Perai, bao gồm Batu Kawan và Nibong Tebal.

## Địa lý
Batu Kawan hình thành một hòn đảo ngoài Seberang Perai; nó bị cắt đứt khỏi đất liền bởi sông Jawi ở phía bắc và sông Tengah ở phía nam. Các thị trấn láng giềng Juru (Huyện Trung Seberang Perai) về phía bắc, Simpang Ampat về phía đông và Nibong Tebal ở phía nam.

## Nhân khẩu học
Batu Kawan nằm trong Mukim 13 của Quận South Seberang Perai. Tính đến năm 2010, mukim có dân số 5.537 người. Dân tộc Mã Lai chiếm hơn 3⁄5 dân số, trong khi 1-4 dân số khác bao gồm người da đỏ dân tộc. Người Trung Quốc chiếm gần 1⁄10 dân số của Batu Kawan.

## Giao thông

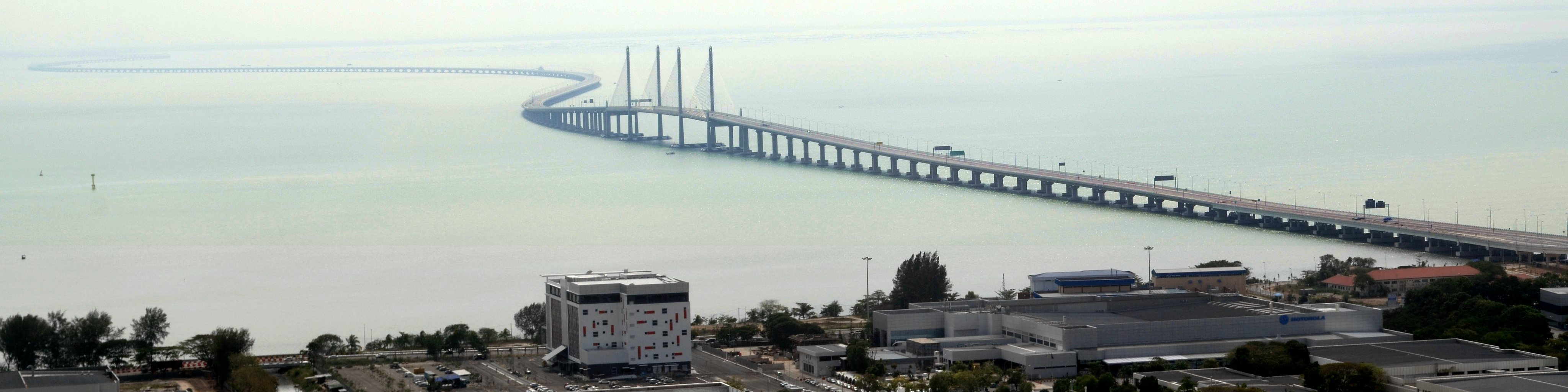
Cầu Sultan Abdul Halim Muadzam Shah, nhìn từ Batu Maung trên đảo Penang

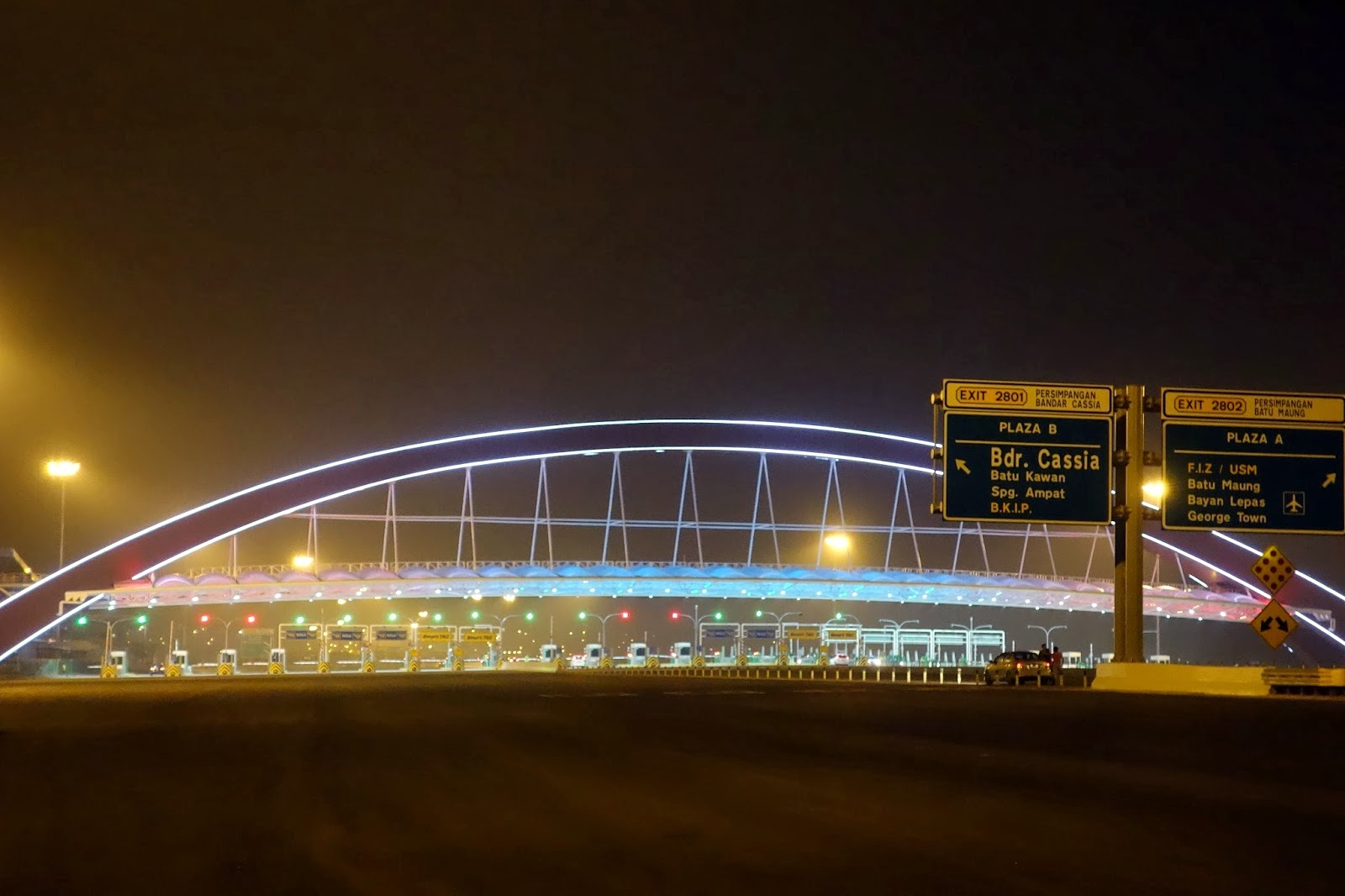
Trạm thu phí gần Cầu Sultan Abdul Halim Muadzam Shah

Lebuhraya Bandar Cassia là đường cao tốc chính trong Batu Kawan. Đường cao tốc, lần lượt, liên kết với đường cao tốc Bắc - Nam, đi qua thị trấn.
Cầu Sultan Abdul Halim Muadzam Shah nối liền Batu Kawan với Batu Maung trên đảo Penang, trải rộng tổng chiều dài 24 km (15 dặm), khiến nó trở thành cây cầu dài nhất Đông Nam Á. Việc hoàn thành cây cầu vào năm 2014 cũng mang lại sự phát triển nhanh chóng của Batu Kawan. Cây cầu là một đường cao tốc thu phí, với một quảng trường thu phí nằm ở lối vào của cây cầu ở Batu Kawan.
Batu Kawan hiện đang được vận chuyển bằng phương tiện vận chuyển giảm tải nghẽn nhanh (CAT) của Rapid Penang, một dịch vụ xe buýt quá cảnh miễn phí tại Batu Kawan.